# Kamiichi
Kamiichi (上市町?) è una cittadina giapponese della prefettura di Toyama.